# ASDV San Marino
Associazione Sportiva Dilettantistica Victor San Marino is een San Marinese voetbalclub uit Serravalle. De club werd opgericht in 1960 als SS Serenissima, in 1973 fusioneerde de club met SS Juvenes waarbij de naam AC San Marino werd aangenomen.
De club komt als enige San Marinonese club uit in een Italiaanse voetbalcompetitie. 
De club werd gecreëerd door de San Marinese voetbalbond met het doel een professionele voetbalclub te hebben die de republiek San Marino vertegenwoordigen zou. Het is de enige club van het land die de toelating heeft om in de professionele competitie van Italië te spelen.
In 2019 fuseerde San Marino Calcio met een Italiaanse ploeg en verdween zodoende. In 2021 werd het team heropgericht om San Marino te vertegenwoordigen in het Italiaanse competitiesysteem.

## Bekende (oud-)spelers
- Giulio Casali
- Amadou Diawara
- Gianluca Lapadula
- Stefano Sensi